# Curtonotum salinum
Curtonotum salinum är en tvåvingeart som beskrevs av Charles Howard Curran 1934. Curtonotum salinum ingår i släktet Curtonotum och familjen Curtonotidae.
Artens utbredningsområde är Guyana. Inga underarter finns listade i Catalogue of Life.